# 罗斯贝波
天气图上的对流层中上层呈波状形式的气压场或流场中，在北半球会有3~5个波，这种波即大气长波。由于其水平尺度与地球半径相当，也称行星波（planetary waves）。1939年，卡尔-古斯塔夫·罗斯贝首先从理论上研究了其性质，并做出卓越贡献，后世为了纪念他所建立的大气长波理论，而称大气长波为罗斯贝波。
罗斯贝波波速与风速相当，量级在10m/s，传播具有准水平、无辐散的特点，属于涡旋性慢波。大尺度天气过程与大气长波关系十分密切，所以罗斯贝波在大尺度气象研究中，占有十分重要的地位。
罗斯贝波的形成，与地转参数随纬度的变化有关，即β效应（Rossby parameter, or simply beta）所引起。

## 外部連結
- 带β项的非线性涡旋Rossby波的演变特征及稳定性分析 （页面存档备份，存于）